# Plan Sur
El Plan Sur de Valencia es el nombre con el que se conoce el trazado del Nuevo Cauce del río Turia, también llamado Solución Sur. Hidrológicamente es el tramo final del río, desde Cuart de Poblet hasta la desembocadura en el mar Mediterráneo.

## Historia

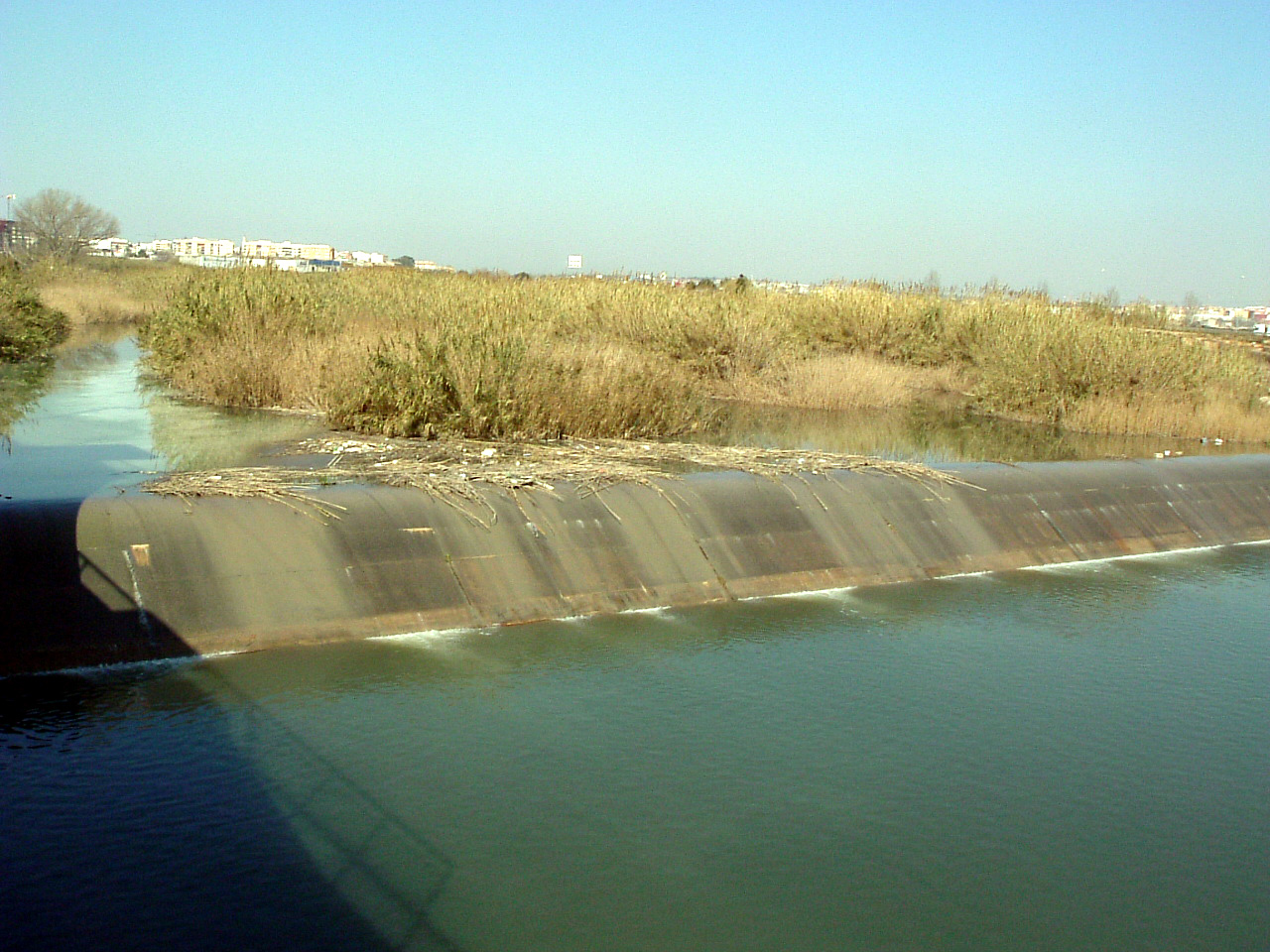
Azud del Repartiment, punto de inicio del Nuevo cauce del río Turia

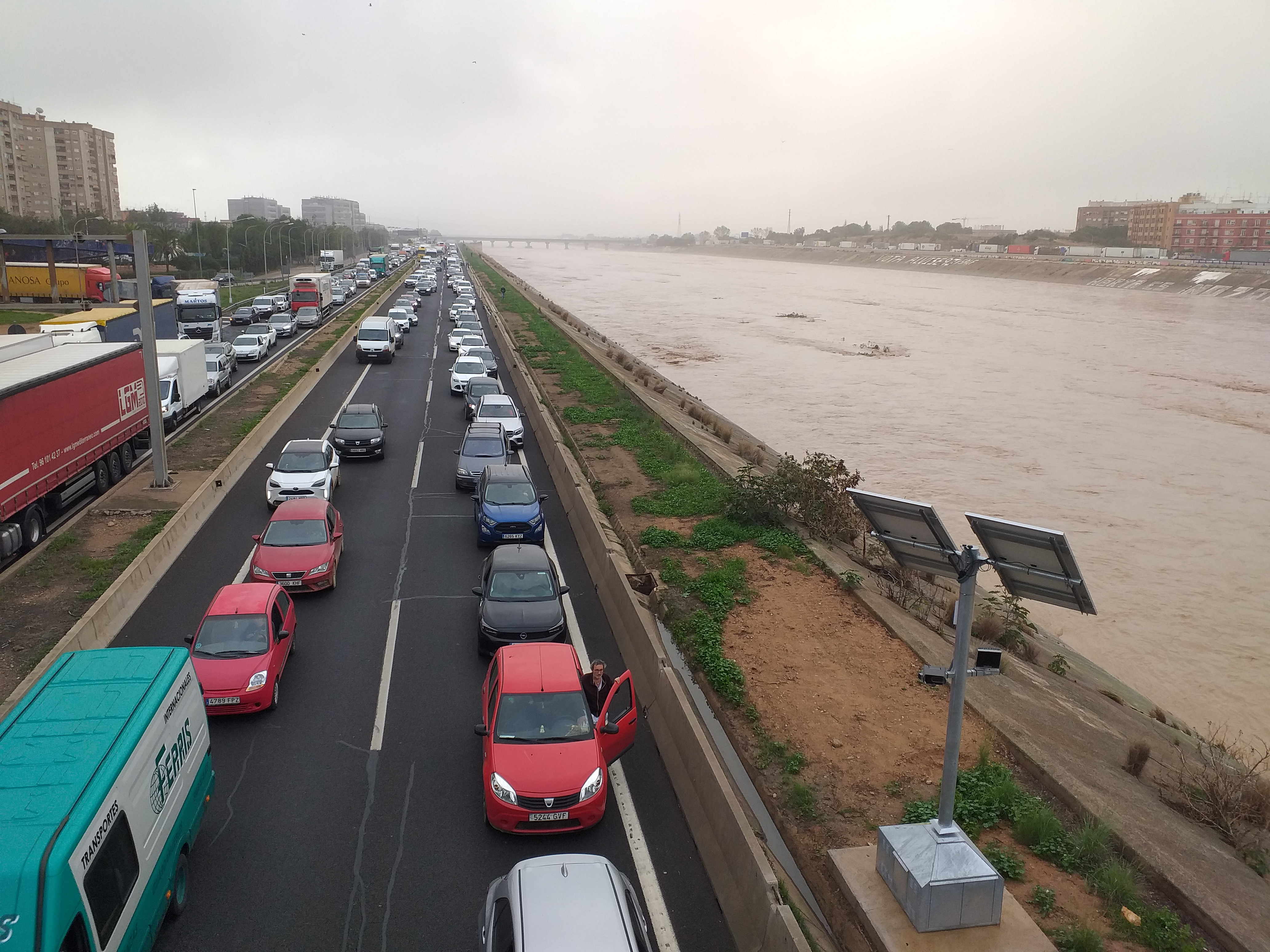
El nuevo cauce del río Turia lleno de agua durante la gota fría de 2024 en España.

### Contexto histórico
Las avenidas siempre han sido el azote de la ciudad de Valencia desde que existen registros históricos. Las cuencas mediterráneas son propensas a la formación de fenómenos convectivos de lluvia que descargan una gran intensidad en relativamente poco tiempo. Desde siempre se han registrado esas avenidas en la ciudad, que ha crecido junto al cauce del río Turia. Conocidas por las fechas de los santos en que sucedían, se ha hablado de la riada de San Miguel (29 de septiembre), San Martín (11 de noviembre) y otras. El 22 de noviembre de 1897 tuvo lugar ya una crecida extraordinaria.

### Gran riada de 1957
El 13 de octubre de 1957 se repitió de nuevo, agravada por la siguiente del 14 de octubre. El desastre de esta Gran riada de Valencia fue de tal magnitud, que el Gobierno del Dictador Francisco Franco decidió elaborar un plan de defensa de Valencia que minorase los daños por avenidas. Se elaboraron tres soluciones: la Norte, Centro y Sur. La primera suponía el desvío del río hacia el Norte, uniéndolo al barranco de Carraixet. La segunda suponía la mejora del trazado urbano existente junto con la construcción de un embalse en Villamarchante y la tercera, la Solución Sur, la más costosa y colosal, suponía excavar un nuevo trazado desde las afueras de Cuart de Poblet hasta el norte de Pinedo, cruzando por medio de la Huerta de Valencia.

### Obras del nuevo cauce (1958-1969)
Los trabajos se aprobaron por el Consejo de Ministros del 22 de julio de 1958. Las Cortes Generales en la Ley 81 de 1961 establecieron las directrices de financiación del Plan Sur de ordenación de Valencia y su comarca basado en la Solución Sur. La Dirección General de Obras Hidráulicas del Ministerio de Obras Públicas (MOP) adjudicó las obras a la unión de empresas CYT (Cubiertas y Tejados) y MZOV (compañía de construcciones del Ferrocarril de Medina del Campo a Zamora y de Orense a Vigo), comenzando los trabajos en febrero de 1965, bajo la dirección de la Confederación Hidrográfica del Júcar.
Asimismo, durante todo el tiempo que duraron las obras, se estableció que todas las cartas y paquetes postales que se remitían desde Valencia tendrían que llevar un sello adicional de correos por valor de 25 céntimos de peseta, para con ello sufragar en medida la importante obra hidráulica.

### Fin de las obras (1969-1973)

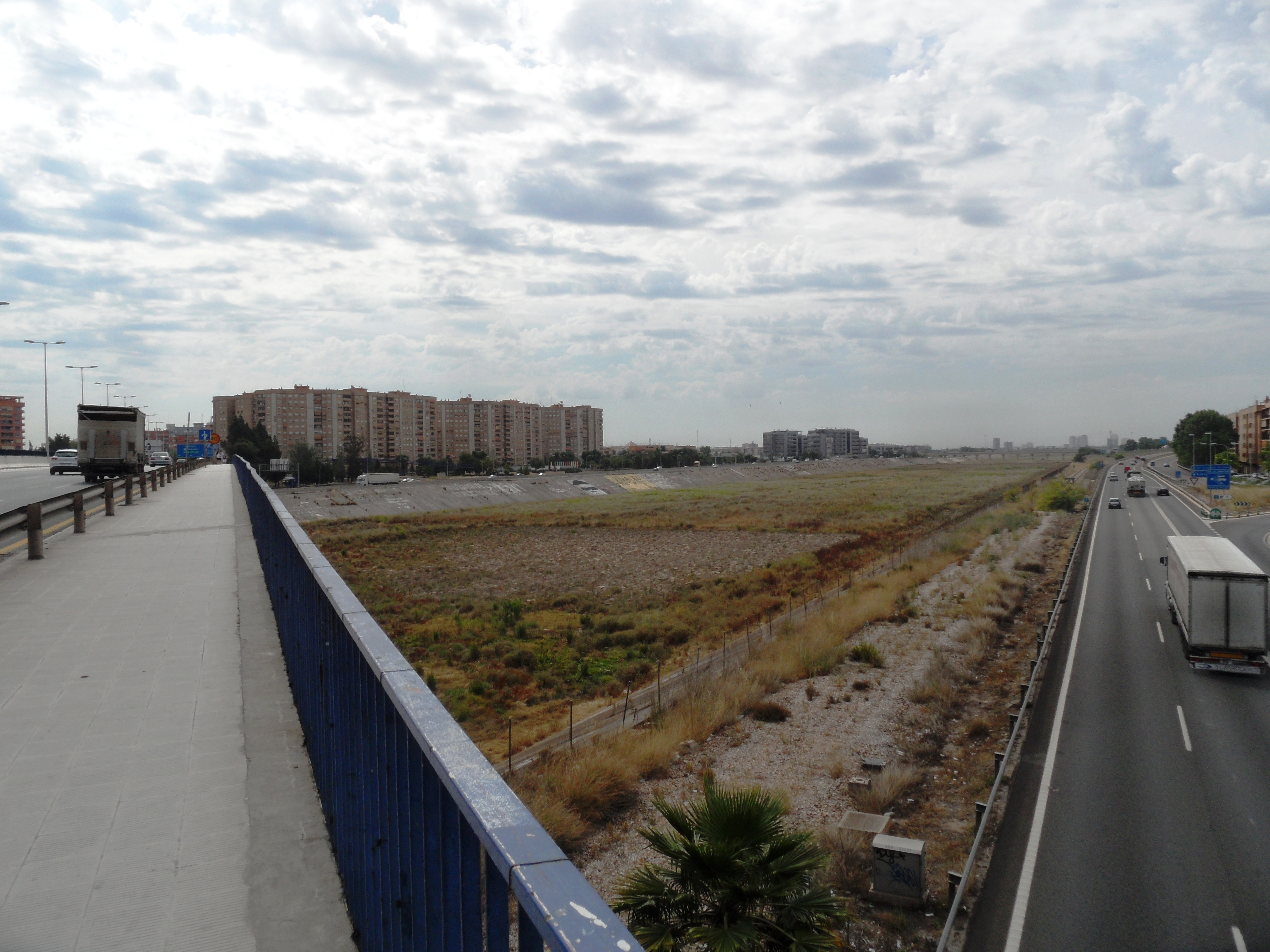
El cauce sin agua en 2013.

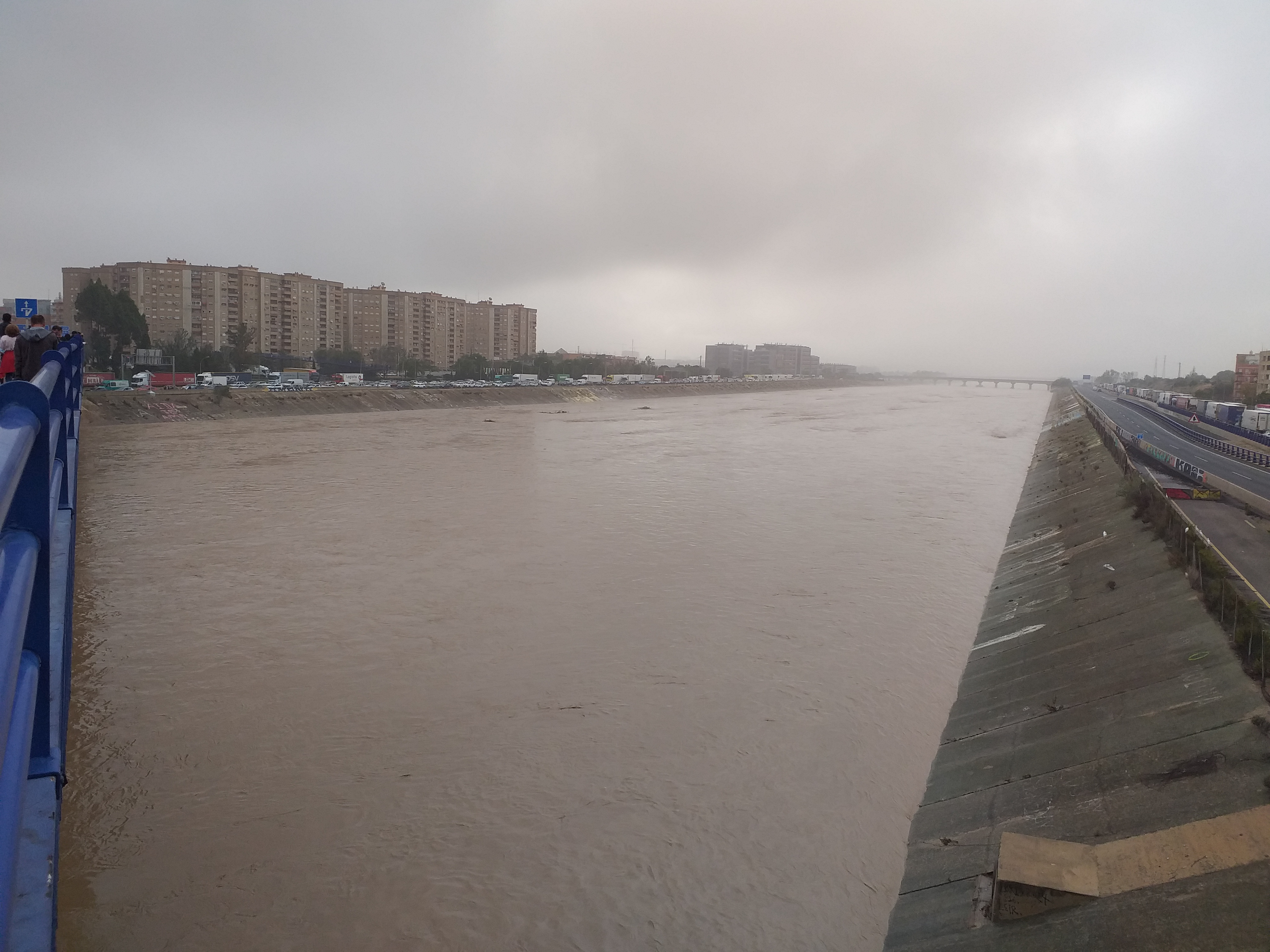
Vista desde el mismo sitio del cauce inundado durante la gota fría de 2024 en España.

Las obras del desvío de río concluyeron el 22 de diciembre de 1969 oficialmente, realizando entonces el Dictador Francisco Franco una visita a las obras del Plan Sur, dándose por terminado, y quedando pendiente solo algunos remates en viales, ajardinamientos y pequeñas obras. Hacia 1973 están finalizadas las obras y ya dejan de pasar las aguas por el viejo cauce del Turia y lo hacen por el Nuevo Cauce.
Con el tiempo, se modifican los viales marginales de tal manera que pasan a ser la V-30, quedando el marginal derecho en dirección al mar y el marginal izquierdo en dirección al interior, adaptándose a este sentido único los diversos enlaces existentes.

## Obras singulares

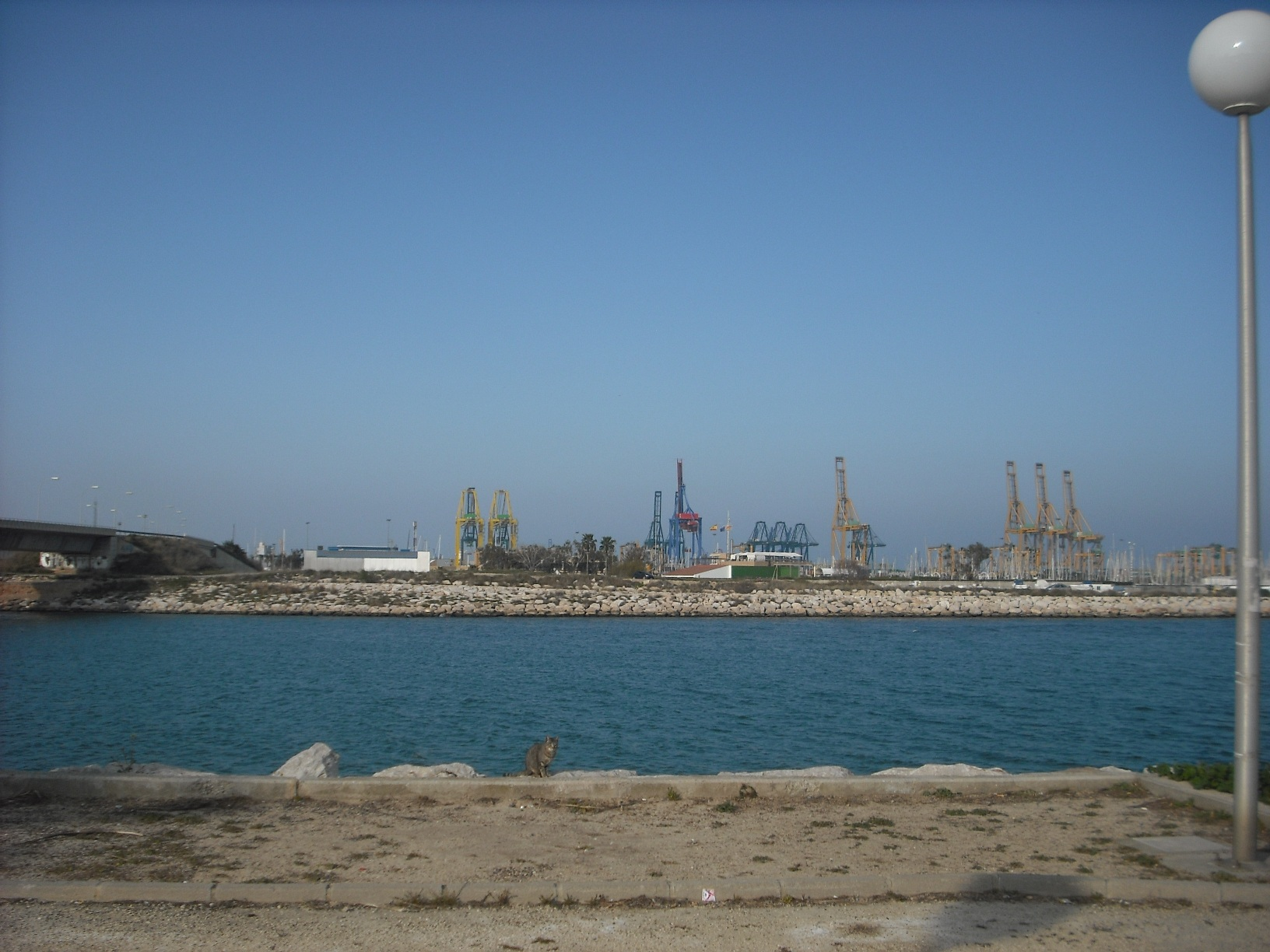
Desembocadura del Nuevo Cauce del río Turia.

El nuevo cauce tiene dos obras hidráulicas singulares, que son el Azud del Repartiment en su origen, construido para el reparto de las aguas a las acequias de la Vega de Valencia cuyas tomas quedaron en el viejo cauce, ahora en seco, y el azud de Chirivella, construido para hacer perder cota al trazado del cauce y evitar que la circulación del agua entrase en turbulencia y erosionase el lecho.
En cuanto a los puentes, primitivamente se diseñaron diez puentes, de los cuales tres son de ferrocarril y siete de carreteras y calles. Posteriormente se añadieron cinco nuevos puentes, para dar fluidez a las nuevas autovías y a la modificación del sentido de circulación único de las marginales de la V-30, para facilitar el paso de la nueva autovía de los pueblos del sur, y la autovía de El Saler. Además, también cruza el río la línea de alta velocidad Madrid-Valencia:
- Puente de la V-30 hacia la marginal derecha.
- Puente de Cuart de Poblet a Mislata.
- Puente de Chirivella, hacia la A-3.
- Puente del ferrocarril de la línea a Utiel y Cuenca.
- Puente de la Autovía de Torrente, hacia la CV-36.
- Puente de ferrocarril de vía estrecha de las líneas 1, 2 y 7 de Metrovalencia (entre las estaciones de San Isidro y Valencia Sur).
- Puente de ferrocarril de la línea de alta velocidad Madrid-Valencia.
- Puente de la autovía CV-400 hacia Benetúser, Paiporta, Alfafar, Masanasa, Catarroja y Albal.
- Pont de la Solidaritat (pasarela ciclopeatonal), bautizada con ese nombre por ser el paso de la multitud de voluntarios que acudió a socorrer a los pueblos de L’Horta Sud afectados por las inundaciones de 2024.
- Puente de la Avenida Real de Madrid.
- Puente del ferrocarril de Valencia a Gandía, Alicante y Madrid (por Albacete).
- Puente de la V-31 hacia la marginal izquierda de la V-30.
- Puente entre la V-31 y la avenida de Ausias March.
- Puente de la Carrera en Corts, entre Mercavalencia y Castellar.
- Puente de la CV-500, Autovía de El Saler.
- Puente de la Carrera del Río, entre La Punta y Pinedo.
- Puente de la V-30 desde la marginal derecha hacia el Puerto.

Además, existen pasos subterráneos bajo el cauce, la mayoría de obras hidráulicas, como las acequias que desde el Azud del Repartiment cruzan hacia la margen izquierda, la Acequia de Mislata, la acometida de Aguas Potables desde la depuradora de Manises, el colector de la depuradora Cuart-Benáger, la acometida de aguas potables desde la depuradora de Picasent, la conducción de aguas desde la depuradora de Pinedo a la acequia de Favara y la conducción de aguas desde la depuradora de Pinedo a la acequia del Oro. Por último, las líneas 3, 5 y 9 de Metrovalencia también cruzan de manera subterránea, entre las estaciones de Mislata-Almasil y Faitanar.

## Datos técnicos
Longitud del cauce: 11.868 m
Capacidad nominal: 5.000 m3/s
Está dividido en tres tramos, con perfiles diferentes:
- Primer tramo, desde Cuart de Poblet hasta el azud de Chirivella.

Longitud 3.159 m.
Ancho 175 m.
Profundidad 7,5 m.
Pendiente 0,001.
Revestimiento lateral de hormigón con talud 2/1.
Defensa escollera fondo 10 m.
- Segundo tramo, desde el azud de Chirivella hasta puente Pista de Silla.

Longitud 5.641 m.
Ancho 175 m.
Profundidad 6,1 m
Pendiente 0,0034.
Revestimiento lateral de hormigón con talud 2/1.
Defensa escollera fondo total.
- Tercer tramo, desde puente Pista de Silla hasta el mar.

Longitud 3068 m
Ancho 200 m
Profundidad Variable.
Pendiente 0,001.
Revestimiento lateral de escollera con talud 4/1.
Defensa escollera fondo 10 m.